# Rondelli (Motorroller)
Der Rondelli Flower ist ein im Retrodesign gestalteter Motorroller, der mit seiner Farbgebung insbesondere auf weibliche Kundschaft abzielt.

## Technische Daten
Angetrieben wird der Roller von einem luftgekühlten Viertaktmotor mit 2,2 kW (2,99 PS) aus 50 cm³ Hubraum mit stufenlosem Keilriemen-Automatikgetriebe, elektronischer Zündung (CDI) und Elektrostarter. Er erreicht damit eine Höchstgeschwindigkeit von ca. 25 km/h.
Der Roller hat einen Stahlrohrrahmen sowie vorn eine hydraulische Teleskopgabel und Scheibenbremse, hinten ein hydraulisch gedämpftes Federbein und Trommelbremse. Der Radstand beträgt 1215 mm. Bei einem zulässigen Gesamtgewicht von 227 kg ist der Roller nur für eine Person zugelassen.
Der Tank fasst etwa 4 Liter, die Abgaswerte entsprechen der EURO-2-Norm bei einem durchschnittlichen Verbrauch von 3 bis 5 Liter/100 km (Super).

## Besonderheit
Bei ausgeklapptem Seitenständer wird die Zündung unterbrochen.